# Redenção da Serra
Redenção da Serra là một đô thị ở bang São Paulo của Brasil, trong tiểu vùng Paraibuna/Paraitinga.

## Thông tin nhân khẩu
Dữ liệu điều tra de 2000
- Tổng dân số: 4.047
  - Urbana: 1.627
  - Rural: 2.420
  - Homens: 2.172
  - Mulheres: 1.875
- Mật độ dân số (người/km²): 13,09
- Tỷ lệ tử vong trẻ sơ sinh dưới 1 tuổi (trên một triệu người): 14,99
- Tuổi thọ bình quân (tuổi): 71,69
- Tỷ lệ sinh (số trẻ trên mỗi bà mẹ): 2,64
- Tỷ lệ biết đọc biết viết: 85,13%
- Chỉ số phát triển con người (HDI-M): 0,736
  - Chỉ số phát triển con người - Thu nhập: 0,629
  - Chỉ số phát triển con người - Tuổi thọ: 0,778
  - Chỉ số phát triển con người - Giáo dục: 0,802

(Nguồn: IPEADATA)

### Sông ngòi
- Sông Paraitinga
- Rio Una (ou Rio das Almas)
- Ribeirão das Antas
- Ribeirão Taberão
- Ribeirão dos Afonsos
- Ribeirão dos Venâncios
- Ribeirão Turvinho
- Corrego do Fonsecada
- Corrego dos Hilários
- Corrego dos Potes
- Corrego dos Bastos
- Corrego Três Mojolos
- Corrego Santo Antônio

### Các xa lộ
- SP-121